# 照井健仁
伊藤白馬（いとう はくば、旧芸名 照井健仁 てるい たけひと、男性、1990年2月16日 - ）は、株式会社放映新社に所属する俳優。千葉県出身。血液型はO型

## 出演

### 映画
樋口哲史作のショートムービー『間違い電話』で主演の少年を演じた。そのほかの主な出演作品は、松田洋子原作漫画の映画化作品『赤い文化住宅の初子』とPFFパートナーズ制作、ベルリン国際映画祭の招待作品となった『水の花』で、前者は山本役、後者は佐々木良太役を演じている。
- ひゃくはち - 堀川役
- 片腕マシンガール - 哲平役
- 嫌われ松子の一生 - 龍洋一の喧嘩相手役

### テレビドラマ
- EX系仮面ライダー響鬼（2005.1 - 2006.1）
- NTV系14才の母（2006.10 - 12）
- EX系おかしな刑事5（2009.3） - 高瀬健吾役
- EX系アスコーマーチ〜明日香工業高校物語〜 第1話（2011.4）役
- 八月は夜のバッティングセンターで。（2021年） - 小山田敬 役

### バラエティ
- NHK天才てれびくんMAX不思議なフシギなしあわせクッキー（2005.6）

### CM
※公式サイトに掲載されているもの。正確な放映時期については確認できなかった。
- カルピスウォーター（現在は放映していない。）
- 日清食品・日清焼そばU.F.O.
- ベネッセコーポレーション・進研ゼミ（現在は放映していない。）
- カシオ・電子辞書「Ex-Word」

### 舞台
- 劇団ヨロタミ「セイム・タイム」（2010年9月22日-26日、シアターKASSAI）
- オーストラ・マコンドー「チャイムが鳴り終わるとき」（2011年8月10日-14日、吉祥寺シアター）
- オーストラ・マコンドー「ロンググッドバイ」（2012年1月31日-2月12日、JORDI TOKYO）
- オーストラ・マコンドー「くちづけ」（2012年4月11日-18日、スタジオあくとれ）
- この愛よ叶うなら嬉しいよ（2012年7月12日-16日、シアターグリーン BIG TREE THEATER）
- ヨロタミュージカル「いつもそばに」（2012年9月26日-30日。シアターKASSAI）